# Sainte Artimidora
Sainte Artimidora est une sainte chrétienne dont les restes sont conservés dans le village français d'Aimargues, dans le département du Gard.

## Histoire et légende
Ses restes ont été découverts au XIXe siècle dans la catacombe de Saint-Calixte à Rome.
Les reliques de sainte Artimidora ont été transportées dans la nouvelle église d'Aimargues lors de sa construction en 1879. Elles sont toujours conservées dans leur châsse-reliquaire en cette église. Par ailleurs celle-ci porte le double vocable de Saint-Saturnin et Sainte-Croix.